# Guardian Award
Der Guardian Children’s Fiction Prize ist ein Literaturpreis, der seit 1967 von der Zeitung The Guardian an britische Autoren von Kinderbüchern verliehen wird. Der Preis ist mit der US-amerikanischen Newbery Medal vergleichbar.

## Preisträger
- 1967 Leon Garfield, Devil-in-a-Fog (dt. Der Fremde im Nebel)
- 1968 Alan Garner, The Owl Service (dt. Eulenzauber, 1982)
- 1969 Joan Aiken, The Whispering Mountain (dt. Der flüsternde Berg)
- 1970 K. M. Peyton, pseud., für Flambards trilogie (1967–1969) (dt. Christinas Pferdesommer, 1972; Christina macht ihr Glück, 1973; Christina und der Bruchpilot, 1974)
- 1971 John Christopher, The Guardians (dt. Die Wächter, 1975)
- 1972 Gillian Avery, A Likely Lad
- 1973 Richard Adams, Watership Down (dt. Unten am Fluss, 1975)
- 1974 Barbara Willard, The Iron Lily
- 1975 Winifred Cawley, Gran at Coalgate
  - Shortlist: The Summer House Loon von Anne Fine
- 1976 Nina Bawden, The Peppermint Pig (dt. Das Pfefferminzschweinchen)
- 1977 Peter Dickinson, The Blue Hawk (dt. Der blaue Falke)
- 1978 Diana Wynne Jones, Charmed Life (dt. Wir sind aufs Hexen ganz versessen, 1981; Neun Leben für den Zauberer, 2001)
- 1979 Andrew Davies, Conrad's War (dt. Conrads Krieg)
- 1980 Ann Schlee, The Vandal (dt. Erinnern verboten: e. Science-fiction-Roman)
- 1981 Peter Carter, The Sentinels (dt. Die Sentinel jagt Sklavenschmuggler; Die Sentinel)
- 1982 Michelle Magorian, Goodnight Mr Tom (dt. Der Junge aus London)
- 1983 Anita Desai, Village by the Sea (dt. Das Dorf am Meer: Eine Familiengeschichte aus Indien, 1987)
- 1984 Dick King-Smith, The Sheep-Pig (dt. Schwein gehabt, Knirps!, 1986; Buchvorlage von Ein Schweinchen namens Babe)
- 1985 Ted Hughes, What is the Truth
- 1986 Ann Pilling, Henry's Leg
- 1987 James Aldridge, The True Story of Spit MacPhee (dt. Die wahre Geschichte des Spit MacPhee)
- 1988 Ruth Thomas, The Runaways (dt. Auf und davon)
- 1989 Geraldine McCaughrean, A Pack of Lies (dt. Lauter Lügen, 1991)
- 1990 Anne Fine, Goggle-Eyes (dt. Der Neue, 1992)
- 1991 Robert Westall, The Kingdom by the Sea (dt. Das Versteck unter den Klippen)
- 1992 Rachel Anderson, Paper Faces
- 1992 Hilary McKay, The Exiles (dt. Vier verrückte Schwestern)
- 1993 William Mayne, Low Tide (dt. Die Macht der Gezeiten)
- 1994 Sylvia Waugh, The Mennyms (dt. Die Mennyms)
  - Shortlist: The Eye of the Horse von Jamila Gavin
- 1995 Lesley Howarth, MapHead (dt. Maphead: ein phantastischer Roman)
- 1996 Philip Pullman, Northern Lights (erster Teil von His Dark Materials; dt. Der goldene Kompass, 1996)
- 1996 Alison Prince, The Sherwood Hero
  - Shortlist: No Turning Back von Beverley Naidoo
- 1997 Melvin Burgess, Junk (dt. Junk, 1999)
- 1998 Henrietta Branford, Fire, Bed and Bone
  - Shortlist: The track of the Wind von Jamila Gavin; Harry Potter und der Stein der Weisen von Joanne K. Rowling; Secret Songs von Jane Stemp
- 1999 Susan Price, The Sterkarm Handshake ( dt. Starckarm-Saga: Roman; Der Zeittunnel: Roman)
  - Shortlist: Harry Potter und die Kammer des Schreckens von Joanne K. Rowling
- 2000 Jacqueline Wilson, The Illustrated Mum (dt. Tattoo Mum)
  - Shortlist: Kit's Wilderness (dt. Zwischen gestern und morgen) von David Almond; Little soldier von Bernard Ashley; King of shadows (dt. Pucks Traum) von Susan Cooper; The eclipse of the century von Jan Mark; Harry Potter und der Gefangene von Askaban von Joanne K. Rowling
- 2001 Kevin Crossley-Holland, The Seeing Stone (erster Teil von Die Artus-Saga; dt. Artus – Der magische Spiegel)
  - Shortlist: My brother's ghost von Allan Ahlberg; Witch Child (dt. Hexenkind) von Celia Rees; Raspberries on the Yangtze von Karen Wallace
- 2002 Sonya Hartnett, Thursday’s Child
  - Shortlist: Warehouse von Keith Gray; Jake's Tower von Elizabeth Laird; The shell house von Linda Newbery; The amazing Maurice and his educated rodents (dt. Maurice, der Kater) von Terry Pratchett; The dark horse (dt. Der Sturm der schwarzen Pferde) von Marcus Sedgwick
- 2003 Mark Haddon, The Curious Incident of the Dog in the Night-time (dt. Supergute Tage oder Die sonderbare Welt des Christopher Boone)
  - Shortlist: Lucas (dt. Lucas) von Kevin Brooks; The Speed of the Dark von Alex Shearer; The Fire Eaters (dt. Feuerschlucker) von David Almond
- 2004 Meg Rosoff, How I Live Now (dt. So lebe ich jetzt)
  - Shortlist: Millions (dt. Millionen, 2004) von Frank Cottrell Boyce; No Shame, No Fear von Ann Turnbull; Last Train from Kummersdorf von Leslie Wilson
- 2005 Kate Thompson, The New Policeman (dt. Zwischen den Zeiten)
  - Shortlist: The Merrybegot von Julie Hearn; The Hunted von Alex Shearer; The Boy in the burning house (dt. Brandspuren) von Tim Wynne-Jones
- 2006 Philip Reeve, A Darkling Plain
  - Shortlist: Framed (dt. Meisterwerk, 2006) von Frank Cottrell Boyce; Blown Away von Patrick Cave; Fly By Night (dt. Die Herrin der Worte) von Frances Hardinge
  - Longlist: Clay (dt. Lehmann oder Die Versuchung) von David Almond; A Swift Pure Cry (dt. Ein reiner Schrei) von Siobhan Dowd; The Worst Witch Saves the Day (dt. Eine lausige Hexe löst den Bann) von Jill Murphy; The Survival Game von Tim Wynne-Jones
- 2007 Jenny Valentine, Finding Violet Park (dt. Wer ist Violet Park?)
  - Shortlist: The Falconer's Knot von Mary Hoffman; The Truth Sayer von Sally Prue; Mr Gum and the Biscuit Billionaire (dt. Mr Gum und der Mürbekeksmilliardär) von Andy Stanton
- 2008 Patrick Ness, The Knife of Never Letting Go (erster Teil von Chaos Walking; dt. New World / Bd. 1. Die Flucht, 2009)
  - Shortlist: Cosmic (dt. kosmisch, 2009) von Frank Cottrell Boyce; Before I Die (dt. Bevor ich sterbe) von Jenny Downham; Bog Child (dt. Anfang und Ende allen Kummers ist dieser Ort) von Siobhan Dowd
- 2009 Mal Peet, Exposure
  - Longlist: Genesis (dt. Das neue Buch Genesis) von Bernard Beckett; Solace of the Road (dt. Auf der anderen Seite des Meeres) von Siobhan Dowd; The Silver Blade von Sally Gardner; Then (dt. Dann) von Morris Gleitzman; Rowan the Strange von Julie Hearn; Nation (dt. Eine Insel) von Terry Pratchett; Revolver (dt. Revolver) von Marcus Sedgwick
- 2010 Michelle Paver, Ghost Hunter (letzter Teil von Chronik der dunklen Wälder)
  - Shortlist: Now (dt. Jetzt) von Morris Gleitzman; Unhooking the Moon von Gregory Hughes; The Ogre of Oglefort (dt. Das Geheimnis der sprechenden Tiere) von Eva Ibbotson
- 2011 Andy Mulligan, Return to Ribblestrop
  - Shortlist: My Name Is Mina (dt. Mina) von David Almond; Moon Pie von Simon Mason; Twilight Robbery von Frances Hardinge
- 2012 Frank Cottrell Boyce, The Unforgotten Coat (dt. Der unvergessene Mantel, 2012)
  - Longlist: The Abominables (dt. Fünf Yetis suchen ein Zuhause) von Eva Ibbotson; Soonchild von Russell Hoban; Dying to Know You (dt. Worte sind nicht meine Sprache) von Aidan Chambers; Dead End in Norvelt von Jack Gantos; Bullet Boys von Ally Kennen;  A Greyhound of a Girl (dt. Mary, Tansey und die Reise in die Nacht) von Roddy Doyle; A Boy and a Bear in a Boat von Dave Shelton
- 2013 Rebecca Stead, Liar & Spy
  - Shortlist: The Boy Who Swam with Piranhas (dt. Der Junge, der mit den Piranhas schwamm, 2014) von David Almond; The Fault in Our Stars (dt. Das Schicksal ist ein mieser Verräter) von John Green; Rooftoppers von Katherine Rundell
- 2014 Piers Torday, The Dark Wild
  - Shortlist: Flora & Ulysses (dt. Flora und Ulysses: die fabelhaften Abenteuer, 2014) von Kate DiCamillo; We Were Liars von E Lockhart; Phoenix von SF Said
- 2015 David Almond, A Song for Ella Grey
- 2016 Alex Wheatle, Crongton Knights